# Morovis Norte (Morovis)
Morovis Norte es un barrio del municipio de Morovis, Puerto Rico, Estados Unidos. Según el censo de 2020, tiene una población de 3194 habitantes.

## Geografía
Está ubicado en las coordenadas 18°20′30″N 66°24′28″O / 18.34167, -66.40778. Según la Oficina del Censo, tiene una superficie de 8.6 km², correspondientes en su totalidad a tierra firme.

## Demografía
Según el censo de 2020, hay 3194 personas residiendo en el barrio. La densidad de población es de 371.4 hab./km². El 22.67% de los habitantes sonblancos, el 3.16% son afroamericanos, el 0.56% son amerindios, el 16.69% son de otras razas y el 56.92% son de una mezcla de razas. Del total de la población, el 99.31% son hispanos o latinos de cualquier raza.